# Parwan (provins)

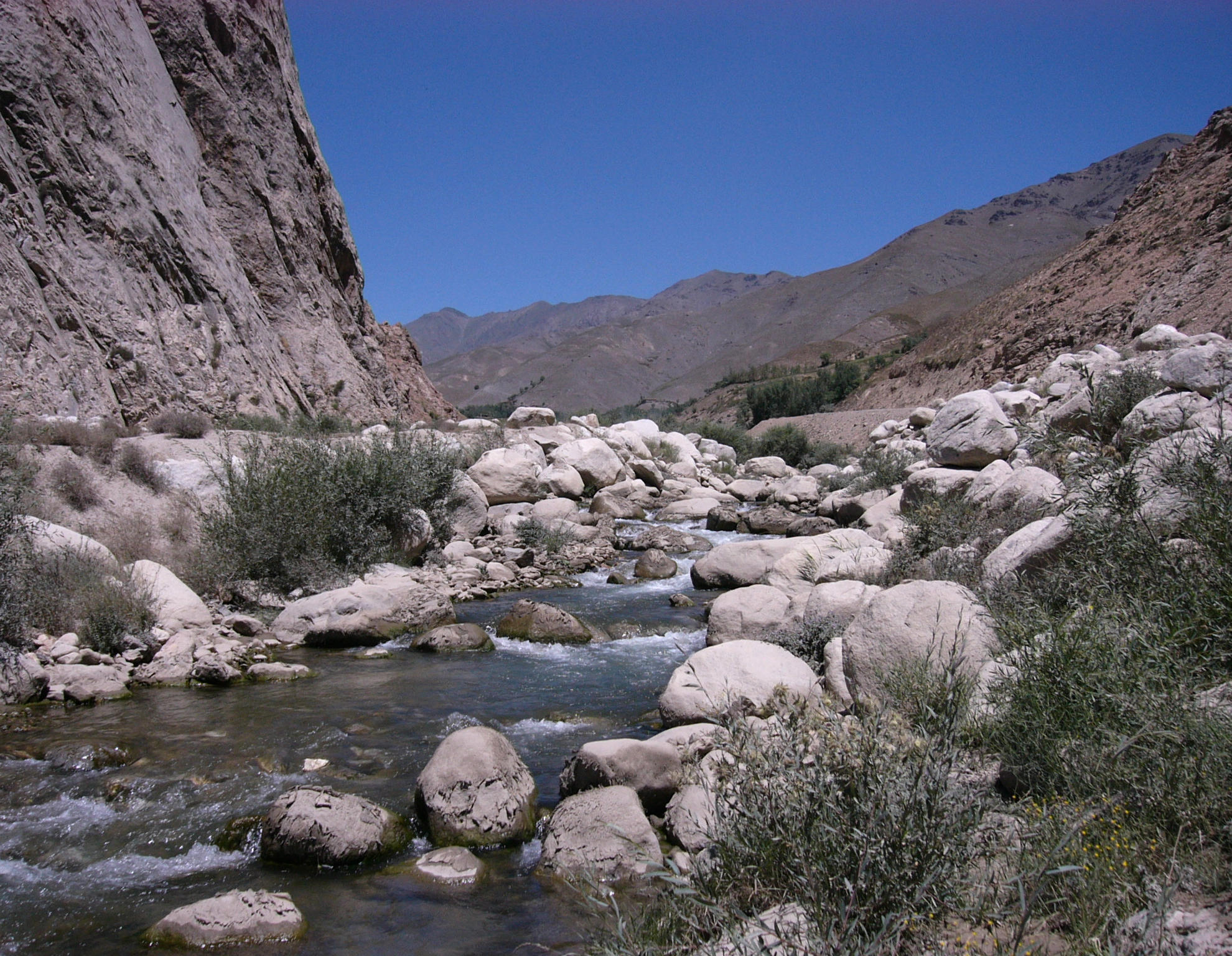
Litet vattendrag i Parwan.

Parwan (persiska/pashto: پروان) är en av Afghanistans 34 provinser, (wilayat). Parwan beräknades år 2022 ha omkring 765 000 invånare. Provinshuvudstad är Charikar.

## Administrativ indelning
Provinsen är indelad i tio distrikt.
- Bagram
- Charikar
- Ghorband
- Jabal Saraj
- Kuh-e Safi
- Salang
- Sayyid Khel
- Sheykh Ali
- Shinwari
- Surkh-e Parsa